# Abby Wambach
Abby Wambach (n. 2 iunie 1980, Rochester, New York, SUA) este o fotbalistă americană, medaliată olimpică. A participat la 2 ediții ale Jocurilor Olimpice (2004, 2012) în care a câștigat două medalii de aur.